# Мадемуазель де Жонк'єр
«Мадемуазель де Жонк'єр» (фр. Mademoiselle de Joncquières) — французька історична костюмована драма 2018 року, поставлена режисером Еммануелем Муре за романом Дені Дідро «Жак фаталіст і його пан» (1796) з Сесіль де Франс у головній ролі. Світова прем'єра стрічки відбулася 7 вересня 2018 року на 43-му Міжнародному кінофестивалі в Торонто, де фільму брав участь у програмі сеції «Платформа» .

## Сюжет
1750 рік, Франція часів правління Людовика XV. Маркіз де Арсі, відомий розпусник, шалено закохується в мадам де ла Поммере, привабливу вдову, яка віддалилася від світу. Вона опирається йому впродовж багатьох років і, нарешті, підкоряється своєму таємному бажанню. Проте маркіз швидко стомлюється від неї та пропонує після двох років стосунків розійтися, залишившись хорошими друзями. Збожеволівши від горя, мадам де ла Поммере прагне помститися маркізу і заручається для цього послугами двох повій — мадам де Жонк'єр і її доньки, молодої 20-річної жінки рідкісної краси.

## У ролях
| • Сесіль де Франс | … | Мадам де ла Поммере    |
| • Едуар Баер      | … | маркіз де Арсі         |
| • Еліс Ісааз      | … | мадемуазель де Жонк'єр |
| • Наталія Дончева | … | мадам де Жонк'єр       |
| • Лоре Келамі     | … | Люсьєн, друг мадам     |
| • Манон Кнусе     | … | куртизанка             |
| • Арно Дюпон      | … | прихильник маркіза     |
| • Жульєт Лоран    | … | перша покоївка мадам   |
| • Корінн Валанкон | … | друга покоївка мадам   |
| • Едіт Пруст      | … | третя покоївка мадам   |
| • Габріель Атже   | … | благородна жінка       |
| • Жан-Мішель Ламі | … | благородний чоловік    |

## Знімальна група
- Автор сценарію — Еммануель Муре (за романом Дені Дідро «Жак фаталіст і його пан», 1796)
- Режисер-постановник — Еммануель Муре
- Продюсер — Фредерік Нідермайєр
- Співпродюсер — Олів'є Пере
- Оператор — Лоран Десме
- Монтаж — Марсаль Саломон
- Художник-постановник — Давид Фавре
- Художник-костюмер — П'єр-Жан Ларрок
- Підбір акторів — Констанс Демонто
- Звук — Максим Гаваудан

## Нагороди та номінації
| Список нагород та номінацій              | Список нагород та номінацій | Список нагород та номінацій    | Список нагород та номінацій | Список нагород та номінацій | Список нагород та номінацій |
| Кінофестиваль/Кінопремія                 | Рік                         | Категорія                      | Номінант(и)                 | Результат                   | Дж                          |
| ---------------------------------------- | --------------------------- | ------------------------------ | --------------------------- | --------------------------- | --------------------------- |
| 43-й Міжнародний кінофестиваль у Торонто | 2018                        | Приз «Платформа»               | Мадемуазель де Жонк'єр      | Номінація                   |                             |
| Приз Луї Деллюка                         | 2018                        | Найкращий фільм                | Мадемуазель де Жонк'єр      | Номінація                   |                             |
| Премія «Магрітт»                         | 02.02.2019                  | Найкраща акторка               | Сесіль де Франс             | Номінація                   | [ 3 ]                       |
| Премія «Люм'єр»                          | 04.02.2019                  | Найкращий фільм                | Мадемуазель де Жонк'єр      | Номінація                   | [ 4 ]                       |
| Премія «Люм'єр»                          | 04.02.2019                  | Найкраща акторка               | Сесіль де Франс             | Номінація                   | [ 4 ]                       |
| Премія «Люм'єр»                          | 04.02.2019                  | Найкращий сценарій             | Еммануель Муре              | Номінація                   | [ 4 ]                       |
| Премія «Люм'єр»                          | 04.02.2019                  | Найкращий кінооператор         | Лоран Десме                 | Номінація                   | [ 4 ]                       |
| Премія «Кришталевий глобус»              | 5.02.2019                   | Найкращий фільм                | Мадемуазель де Жонк'єр      | Номінація                   | [ 5 ]                       |
| Премія «Кришталевий глобус»              | 5.02.2019                   | Найкраща акторка               | Сесіль де Франс             | Номінація                   | [ 5 ]                       |
| Премія «Сезар»                           | 22.02.2019                  | Найкращий актор                | Едуар Баер                  | Номінація                   | [ 6 ]                       |
| Премія «Сезар»                           | 22.02.2019                  | Найкраща акторка               | Сесіль де Франс             | Номінація                   | [ 6 ]                       |
| Премія «Сезар»                           | 22.02.2019                  | Найкращий адаптований сценарій | Еммануель Муре              | Номінація                   | [ 6 ]                       |
| Премія «Сезар»                           | 22.02.2019                  | Найкраща операторська робота   | Лоран Десме                 | Номінація                   | [ 6 ]                       |
| Премія «Сезар»                           | 22.02.2019                  | Найкращі декорації             | Давид Февр                  | Номінація                   | [ 6 ]                       |
| Премія «Сезар»                           | 22.02.2019                  | Найкращий дизайн костюмів      | П'єр-Жан Ларрок             | Перемога                    | [ 6 ]                       |